# Eternals (Marvel)
De Eternals vormen een fictief humanoïde ras uit de comics van Marvel Comics. Ze verschenen voor het eerst in The Eternals #1 uit juli 1976, geschreven en getekend door Jack Kirby. Hoewel ze uiterlijk lijken op en evolutionair verwant zijn aan de mens, hebben ze gaven en eigenschappen die alle leden bovenmenselijk maken. De belangrijkste functie van de Eternals is het beschermen van de aarde. De grootste bedreiging tegen wie ze het daarvoor opnemen zijn de Deviants.

## Achtergrond

### Ontstaan
Celestials bezochten circa vijf miljoen jaar v.Chr. de aarde en deden er genetische experimenten op de voorouders van de Homo sapiens. Hiermee zorgden ze ervoor dat er twee extra rassen evolueerden. Het ene groeide uit tot de Eternals en het andere tot hun aartsvijanden, de monsterlijke Deviants. De experimenten maakten het bovendien mogelijk dat ook mensen door mutaties superkrachten zouden kunnen ontwikkelen.
De Eternals hadden niet direct alle vermogens die ze uiteindelijk kregen en waren niet meteen zo goed als onsterfelijk. Dat gebeurde nadat een experiment van hun voormalige leider Kronos een enorme ontlading van kosmische energie door Titanos stuurde. Die activeerde latente genen in de lichamen van de Eternals, wat ervoor zorgde dat ze controle kregen over de kosmische energie die door hun lichamen golft. Kronos zelf verloor bij dit experiment zijn lichaam.

### Vermogens
Eternals hebben voortdurend mentale controle over elke cel in hun lichaam. Elk van die cellen bevat de kosmische energie die ze een scala aan bovenmenselijke vermogens geeft. Eternals zijn fysiek onvermoeibaar en immuun voor ziekte en gif. Ze ondervinden geen hinder van extreme klimaatomstandigheden, zijn doorgaans niet te verwonden met reguliere wapens en herstellen zich snel van verwondingen die ze wel oplopen. Eternals zijn daarnaast bovennatuurlijk sterk, kunnen vliegen, gedachten lezen, teleporteren, illusies creëren, energieladingen afvuren en krachtvelden genereren. Leden van de Eternals kunnen ervoor kiezen bepaalde vermogens verder te vergroten door dit ten koste te laten gaan van andere. Ze danken al hun capaciteiten aan een door de Celestials gecreëerde, niet geïdentificeerde bron van kosmische energie genaamd The Machine. Zo lang als die bestaat, is het onmogelijk een Eternal onherstelbaar te vernietigen.

### Uni-Mind
De Eternals zijn vrijwel onsterfelijk en planten zich amper tot niet voort. Hoewel ze de mensheid beschermen, treden ze weinig met haar in contact. Eternals en mensen kunnen kinderen krijgen met elkaar, maar hun nageslacht is altijd een regulier mens. Eternals hebben een vermogen tot samenwerking waarin ze samen met andere Eternals tijdelijk fysiek en mentaal één collectief wezen vormen, de Uni-Mind. Hierin combineren ze hun gezamenlijke energie, vermogens, kennis, intelligentie en ervaringen om samen een onmeetbaar groot en begiftigd brein te vormen.

## In andere media

### Marvel Cinematic Universe
Het Eternal-ras maakt een eerste verschijning in de Marvel Cinematic Universe-reeks in de film Eternals die in première ging in oktober 2021. De film wordt geregisseerd door Chloé Zhao. In de film worden de Eternals herenigd na duizenden jaren ondergedoken te hebben gezeten om de Aarde te beschermen tegen de Deviants. De leden van de Eternals bestaan uit: Sersi, Ikaris, Makkari, leider Ajak, Thena, Gilgamesh, Sprite, Phastos, Kingo en Druig. 